# Pentanotiol
1-Pentanotiol é um composto orgânico, um tiol, que quando à temperatura ambiente (20 ° C) apresenta-se como um líquido incolor e possui um odor característico. Sua fórmula química é C5H12S, e sua fórmula estrutural é CH3(CH22)4SH, sendo também referido como amilimercaptana, pentamercaptana, sulfeto de amila e 2-metil-butil-mercaptana. Possui massa molar de 104,2 g/mol, ponto de fusão de -75,7 °C, ponto de ebulição de 126,6 °C a uma pressão de 61,3 kPa, densidade de 0,84 g/cm3 (água = 1,0 g/cm3), sendo insolúvel em água, com ponto de ignição de 18 ° C, e identificado pelo número CAS 110-66-7.

## Impactos ambientais e na saúde
Exposição de curta duração irrita os olhos, pele e o trato respiratório.